# Torneo Nacional de Boxeo Playa Girón 2018
Das Torneo Nacional de Boxeo Playa Girón 2018 wurde vom 15. bis zum 20. Dezember 2018 in Camagüey ausgetragen und war die 57. Austragung der nationalen kubanischen Meisterschaften im Amateurboxen.

## Medaillengewinner
Die Meistertitel wurden in zehn Gewichtsklassen vergeben.
| Gewichtsklasse                   | Gold                | Silber                  | Bronze                 |
| -------------------------------- | ------------------- | ----------------------- | ---------------------- |
| Leichtfliegengewicht (bis 49 kg) | Damián Arce         | Alibel Poll             | Lázaro López           |
| Leichtfliegengewicht (bis 49 kg) | Damián Arce         | Alibel Poll             | Giorbis Salfran        |
| Fliegengewicht (bis 52 kg)       | Yosvany Veitía      | Rafael Joubert          | Raicel Moncada         |
| Fliegengewicht (bis 52 kg)       | Yosvany Veitía      | Rafael Joubert          | Bignote Arnolis Taylor |
| Bantamgewicht (bis 56 kg)        | Osvel Caballero     | Frank Saldivar          | Leonel Lores           |
| Bantamgewicht (bis 56 kg)        | Osvel Caballero     | Frank Saldivar          | Osvaldo Díaz           |
| Leichtgewicht (bis 60 kg)        | Lázaro Álvarez      | Dariesky Palmero        | Rubiel Nuviola         |
| Leichtgewicht (bis 60 kg)        | Lázaro Álvarez      | Dariesky Palmero        | Arnaldo Vega           |
| Halbweltergewicht (bis 64 kg)    | Andy Cruz Gómez     | Jorge Moiran Vinet      | Damian Morales         |
| Halbweltergewicht (bis 64 kg)    | Andy Cruz Gómez     | Jorge Moiran Vinet      | Randel Luis Zaza       |
| Weltergewicht (bis 69 kg)        | Roniel Iglesias     | Arisnoide Despaigne     | Kevin Hayler Brown     |
| Weltergewicht (bis 69 kg)        | Roniel Iglesias     | Arisnoide Despaigne     | Antonio Bicet          |
| Mittelgewicht (bis 75 kg)        | Arlen López         | Osleys Iglesias Estrada | Yohander Martínez      |
| Mittelgewicht (bis 75 kg)        | Arlen López         | Osleys Iglesias Estrada | Yainier Abreu          |
| Halbschwergewicht (bis 81 kg)    | Julio César La Cruz | Osnay Bencosme          | Raysel Poll            |
| Halbschwergewicht (bis 81 kg)    | Julio César La Cruz | Osnay Bencosme          | Yasmany Reyes          |
| Schwergewicht (bis 91 kg)        | Erislandy Savón     | Ángel Nápoles           | Henrich Ruíz           |
| Schwergewicht (bis 91 kg)        | Erislandy Savón     | Ángel Nápoles           | Geovanis Bruzón        |
| Superschwergewicht (über 91 kg)  | Dainier Peró        | Yoandris Toirac         | José Larduet           |
| Superschwergewicht (über 91 kg)  | Dainier Peró        | Yoandris Toirac         | Ricardo Aguero         |